# キャディ (企業)
キャディ株式会社（英：CADDi, Inc.）はITサービスの開発企業。製造業に特化した受発注プラットフォーム「CADDi」を手掛ける。

独自テクノロジーで受発注双方の情報を集約し、最適なマッチングを生み出すサービスが特徴的。

## 概要
2017年にCEO加藤勇志郎とCTO小橋昭文が創業。

加藤は東京大学卒業後、マッキンゼー・アンド・カンパニーで史上最年少でシニアマネージャーに就任。製造業メーカーの購買・調達分野やIoTに関連したプロジェクトに携わったのち、小橋を誘って起業。

小橋はスタンフォード大学・大学院卒後、米ロッキード・マーティン本社で画像処理技術、米Apple本社で電池持続性の改善やワイヤレスマイク付きイヤフォン「AirPods」のシニアエンジニアとして開発に携わったのち、加藤と創業。

CEOを務める加藤がビジネス面を、CTOの小橋がテクノロジー面を担当している。

## 製品・サービス
CADDiは、製造業向け受発注プラットフォームの名称。

発注側が図面や仕様など入力すると自動で見積もり金額が算出され、加工側は品質・納期・価格が最適と判断された登録企業が選定される。

完成品はCADDiが検品・納品する。

## 受賞歴

### 2019年
- みずほ銀行主催「Mizuho Innovation Award」[4]
- 経済産業省主導「J-Startup企業」に選出[5]
- 第119回「かわさき起業家大賞」[6]
- WANTEDLY VISIT AWARDS 2019にて、Selection賞[7]
- EY Innovative Startup 2020[8]